# Georgenberški sporazum
Georgenberški sporazum (nemško Georgenberg Handfeste) je bil sporazum med vojvodom Leopoldom V. Avstrijskim in vojvodom Otokarjem IV. Štajerskim, sklenjen  17. avgusta 1186 v gradu Enns v Georgenberških hribih v Gornji Avstriji.

## Določbe
Sporazum je bil sestavljen iz dveh delov. Prvi del je vseboval dogovor, po katerem naj bi smrtno bolni Otokar IV., prvi in zadnji štajerski vojvoda iz Otokarske dinastije, ki je med tretjo križarsko vojno zbolel za gobavostjo in bil brez otrok, svojo vojvodino prepustil avstrijskemu vojvodi Leopoldu V. iz frankovske dinastije Babenberžanov pod pogojem, da ostaneta Avstrija in Štajerska odslej za vedno združeni. Drugi del je vseboval razmejitev pravic štajerskih deželnih stanov in meščanov.
Takratno ozemlje Štajerske je daleč presegalo sodobno avstrijsko deželo Štajersko in je obsegalo dežele ne le v sodobni Sloveniji (Spodnja Štajerska), ampak tudi v Zgornji Avstriji, natančneje regijo Traungau okoli mest Wels in Steyr, ter  današnji okrožji Wiener Neustadt in Neunkirchen v Spodnji Avstriji.
Do nasledstva je prišlo po Otokarjevi smrti leta 1192. Štajerska je od takrat ostala povezana z Avstrijo. Sporazum je leta 1237 priznal cesar Friderik II. Ko je leta 1246 rodbina babenberških vojvod izumrla, so jo nasledili Habsburžani. Vojvodinama so občasno vladali tudi vladarji notranjeavstrijske kadetske veje Babenberžanov. Georgenberški sporazum je bil prvi korak k oblikovanju "dednih dežel" Habsburške monarhije.
Sporazum je bil do revolucije leta 1848 sestavni del avstrijske ustave. Izvirne dokument hrani  Štajerski državni arhiv v Gradcu.

## Vir
- Freed, John B. Noble Bondsmen: Ministerial Marriages in the Archdiocese of Salzburg, 1100–1343. Ithaca, NY: Cornell University Press, 1995.